# Университет Вилланова
Университет Вилланова — частный университет, расположенный в местечке Вилланова (штат Пенсильвания), северо-западном пригороде Филадельфии.
Основан в 1842 году Орденом св. Августина. Назван в честь св. Фомы из Виллановы. Старейший католический университет Пенсильвании.
В университете разработана поисковая система с открытым кодом VuFind для поиска по библиографическим данным.